# ۱۸۱ (پیش از میلاد)
۱۸۱ (پیش از میلاد) ۱۸۱مین سال قبل از تقویم میلادی است.